# Meet the Stewarts
Meet the Stewarts é um filme de comédia romântica estadunidense dirigida por Alfred E. Green, e estrelado por William Holden e Frances Dee. Foi lançado pela Columbia Pictures 28 de maio de 1942.

## Elenco
- William Holden ...Michael "Mike" Stewart
- Frances Dee ...Candace "Candy" Goodwin
- Grant Mitchell ...Sr. [Pierce] Goodwin
- Marjorie Gateson ...Sra. Goodwin
- Anne Revere ...Geraldine Stewart
- Roger Clark ...Ted Graham
- Danny Mummert ...John Goodwin
- Ann Gillis ...Jane Goodwin
- Margaret Hamilton ...Willametta
- Don Beddoe ...motorista de táxi
- Mary Gordon ...Sra. Stewart